# Yannick Lupien
Yannick Lupien (ur. 21 lutego 1980 w Laval) – kanadyjski pływak, specjalizujący się głównie w stylu dowolnym.
Wicemistrz świata z Montrealu w sztafecie 4 × 100 m stylem dowolnym. Brązowy medalista świata na krótkim basenie z Hongkongu w sztafecie 4 × 200 m stylem dowolnym. Brązowy medalista Igrzysk Wspólnoty Brytyjskiej z Melbourne w sztafecie 4 × 100 m stylem dowolnym. 2-krotny brązowy medalista Igrzysk panamerykańskich z Winnipeg. 4-krotny medalista Mistrzostw Pacyfiku.
2-krotny uczestnik Igrzysk Olimpijskich: z Sydney (26. miejsce na 100 m stylem dowolnym, 13. miejsce w sztafecie 4 × 100 m stylem dowolnym i 7. miejsce w sztafecie 4 × 200 m stylem dowolnym oraz 6. miejsce w sztafecie 4 × 100 m stylem zmiennym) oraz Aten (9. miejsce w sztafecie 4 × 100 m stylem dowolnym).